# 秦集镇
32°54′03″N 117°16′48″E / 32.9008487°N 117.2799110°E
秦集镇是中国安徽省蚌埠市禹会区下辖的一个镇，位于禹会区西南，北至黑虎山，西以天河等与怀远县相接，南至凤阳县与禹会区交界线，东与长青乡、燕山乡等相连。全镇面积98平方公里，2003年时人口4.4人，是蚌埠市面积最大的一个镇 。

## 下辖地区
秦集镇下辖枣林、西朱、三尖塘、周蔡、老贯徐、东周、姜顾、九塘、彭巷、秦集等行政村。

## 农业
秦集镇依靠当地的资源优势和地域特点，推广水稻节水旱播技术，水稻的120-5品种可以像小麦一样在旱地里播种。年增收约100公斤 。

## 特产
- 草鲲
- 鲤鱼
- 草鱼
- 鲢鱼
- 螃蟹
- 清虾